# Jeroen Nikkel
Jeroen Nikkel (* 14. Dezember 1980) ist ein ehemaliger niederländischer Skispringer.

## Werdegang
Nikkel gab sein internationales Debüt zur Saison 1998/99 im Skisprung-Continental-Cup. Bereits in seiner ersten Saison erreichte er 12 Continental-Cup-Punkte und damit Platz 127 der Continental-Cup-Gesamtwertung. Bei den Nordischen Skiweltmeisterschaften 1999 in Ramsau am Dachstein startete Nikkel im Einzelspringen von der Normalschanze. Dabei schied er nach einem Sprung auf 64,5 Meter nach dem ersten Durchgang aus und landete auf dem 69. Platz.
Am 1. Januar 2001 gab Nikkel im Rahmen der Vierschanzentournee 2000/01 in Garmisch-Partenkirchen sein Debüt im Skisprung-Weltcup. Als 46. verpasste er die Punkteränge deutlich. In der Tournee-Gesamtwertung erreichte er mit 76,1 Punkten den 65. Platz. Knapp drei Wochen später startete er in Park City zu einem weiteren Weltcup. Jedoch verpasste er erneut die Punkteränge. Es war der letzte Einzelweltcup seiner Karriere. Im Dezember 2001 gehörte er zur Mannschaft beim Team-Weltcup in Villach. Dabei errang er mit seinen Team-Kollegen den zehnten Rang.
In der Folge trat Nikkel nur noch im Continental Cup an. Bereits im Januar 2002 gelangen ihm mit zwei 25. Plätzen in Ishpeming die besten Einzelresultate seiner Karriere in dieser Serie. Nachdem ihm jedoch kein Durchbruch gelungen war, beendete er nach der Saison 2002/03 seine aktive Skisprungkarriere.

## Erfolge

### Vierschanzentournee-Platzierungen
| Saison  | Platz | Punkte |
| ------- | ----- | ------ |
| 2000/01 | 065.  | 076,1  |

### Continental-Cup-Platzierungen
| Saison  | Platz | Punkte |
| ------- | ----- | ------ |
| 1998/99 | 127.  | 12     |
| 2000/01 | 127.  | 01     |
| 2001/02 | 224.  | 30     |